# Signos mutáveis

No gráfico zodiacal, os signos mutáveis são indicados em azul.

Na tradição astrológica, signos mutáveis (ou comuns) representam o período final das quatro estações do ano, indicando que estes signos mediam mudanças e alterações. 
Denotando características como versatilidade, adaptabilidade, sutileza, simpatia e intuição, são frequentemente descritos como sendo diplomáticos e propícios a prestar auxílio em transições. Por outro lado, devido ao seu comportamento dualista, que muitas vezes pode ser inconsistente, tendem a não assumir compromissos e não se mostram confiáveis.
Os doze signos do zodíaco são divididos entre as qualidades cardinais, fixas e mutáveis e, ao mesmo tempo, entre os quatro elementos que os antigos filósofos da natureza acreditavam ser a base da constituição da matéria.
Os quatro signos mutáveis do zodíaco são:
- Gêmeos () - elemento ar: marca o final da primavera, no hemisfério norte, e o fim de outono no hemisfério sul.
- Virgem () - elemento terra: marca o fim do verão no hemisfério norte, e o fim do inverno no hemisfério sul.
- Sagitário () - elemento fogo: marca o fim do outono no hemisfério norte, e o fim de primavera no hemisfério sul.
- Peixes () - elemento água: marca o fim do inverno no hemisfério norte, e no final do verão no hemisfério sul.